# Johnson (Arkansas)
Johnson – miasto w Stanach Zjednoczonych, w stanie Arkansas, w hrabstwie Washington.